# Twenty One Pilots
Twenty One Pilots (được viết cách điệu thành twenty one pilots hay twenty øne piløts) là một bộ đôi âm nhạc Mỹ từ Columbus, Ohio. Ban nhạc được thành lập vào năm 2009 bởi giọng ca chính Tyler Joseph cùng hai cựu thành viên Nick Thomas và Chris Salih trước khi họ rời nhóm năm 2011. Kể từ khi họ rời đi, đội hình bao gồm Joseph và tay trống Josh Dun. Nhóm đã có những thành công đầu tiên vào giữa thập niên 2010, sau vài năm lưu diễn và tự phát hành nhạc.
Họ đã tự phát hành hai album, Twenty One Pilots vào năm 2009 và Regional at Best vào năm 2011, trước khi ký hợp đồng với Fueled by Ramen vào năm 2012. Họ đã phát hành album dài đầu tiên bởi Fueled by Ramen Vessel vào năm 2013. Nhóm đánh dấu thành công đột phá với album phòng thu thứ tư Blurryface, trong đó có hai đĩa đơn nổi bật "Stressed Out" và "Ride". Ngoài ra đĩa đơn "Heathens" thu âm cho nhạc phim Biệt đội cảm tử cũng giúp nhóm trở thành nghệ sĩ alternative đầu tiên đồng thời có hai đĩa đơn lọt vào top 10 tại Hoa Kỳ. Nhóm được đề cử năm giải Grammy và đoạt một giải duy nhất cho Trình diễn Song ca/Nhóm nhạc pop xuất sắc nhất.

## Lịch sử

### 2009–2011: Thành lập và album cùng tên
Ban nhạc được thành lập năm 2009 tại Columbus, Ohio bởi những người bạn đại học Tyler Joseph, Nick Thomas và Chris Salih. Joseph nghĩ ra tên ban nhạc trong khi nghiên cứu All My Sons của Arthur Miller, một vở kịch nói về một người đàn ông phải quyết định điều gì là tốt nhất cho gia đình mình sau khi gây ra cái chết của 21 phi công trong Thế chiến hai, bởi anh ta cố ý gửi họ những phụ tùng máy bay lỗi vì lợi ích kinh tế của doanh nghiệp mình. Joseph nói rằng vấn đề đạo đức về việc lựa chọn quyết định đúng hoặc sai của câu chuyện đã gây cảm hứng cho cái tên và sự thành lập của ban nhạc. Ngày 29 tháng 12 năm 2009, nhóm tự phát hành album đầu tay và cùng tên nhóm, Twenty One Pilots và bắt đầu tour diễn Ohio.
Năm 2010, ban nhạc phát hành hai ca khúc chưa được chính thức phát hành vào tài khoản SoundCloud của nhóm.. Trong đó bao gồm một spinoff từ bài hát gốc "Time to Say Goodbye" của Andrea Bocelli và Sarah Brightman, và một bản cover bài "Jar of Hearts" của Christina Perri. Salih rời nhóm vào ngày 8 tháng 5 năm 2011, trong khi Thomas rời nhóm khoảng một tháng sau vào ngày 3 tháng 6; cả hai đều đăng ghi chú chia tay trên trang Facebook chính thức của ban nhạc.  Sau đó Joshep đã tuyển Josh Dun, cựu tay trống trực tiếp của House of Heroes để thay thế họ.

### 2011–2012:Regional at Bestvà hợp đồng thu âm với Fueled by Ramen
Album tự phát hành thứ hai của nhóm, Regional at Best được phát hành vào ngày 8 tháng 7 năm 2011 với thành viên mới bao gồm Joseph và Dun. Album đi kèm một chương trình phát hành đĩa CD miễn phí trên sân của trường trung học New Albany. Vào tháng 11 năm 2011, họ đã chơi một chương trình giá rẻ tại Đại sảnh âm nhạc Newport của Columbus, thu hút sự chú ý của hàng tá hãng đĩa. Mặc dù nhiều hãng đĩa tranh giành để có ban nhạc, quyết định cuối cùng là nhóm sẽ ký với Atlantic Records, hãng đĩa con của Fueled by Ramen. Đây là hãng đĩa nổi tiếng chịu trách nhiệm cho những thành công thương mại của những ban nhạc như Panic! at the Disco, Paramore và nhiều nghệ sĩ alternative khác. Ngày 11 tháng 2 năm 2012, ban nhạc phát hành video âm nhạc trên Youtube cho một bài hát chưa phát hành gọi là "Goner". "Goner" đã được viết và thu âm lại để phát hành cùng Blurryface năm 2015.

### 2012–2014:Vessel, ra mắt truyền hình và Quiet Is Violent World Tour

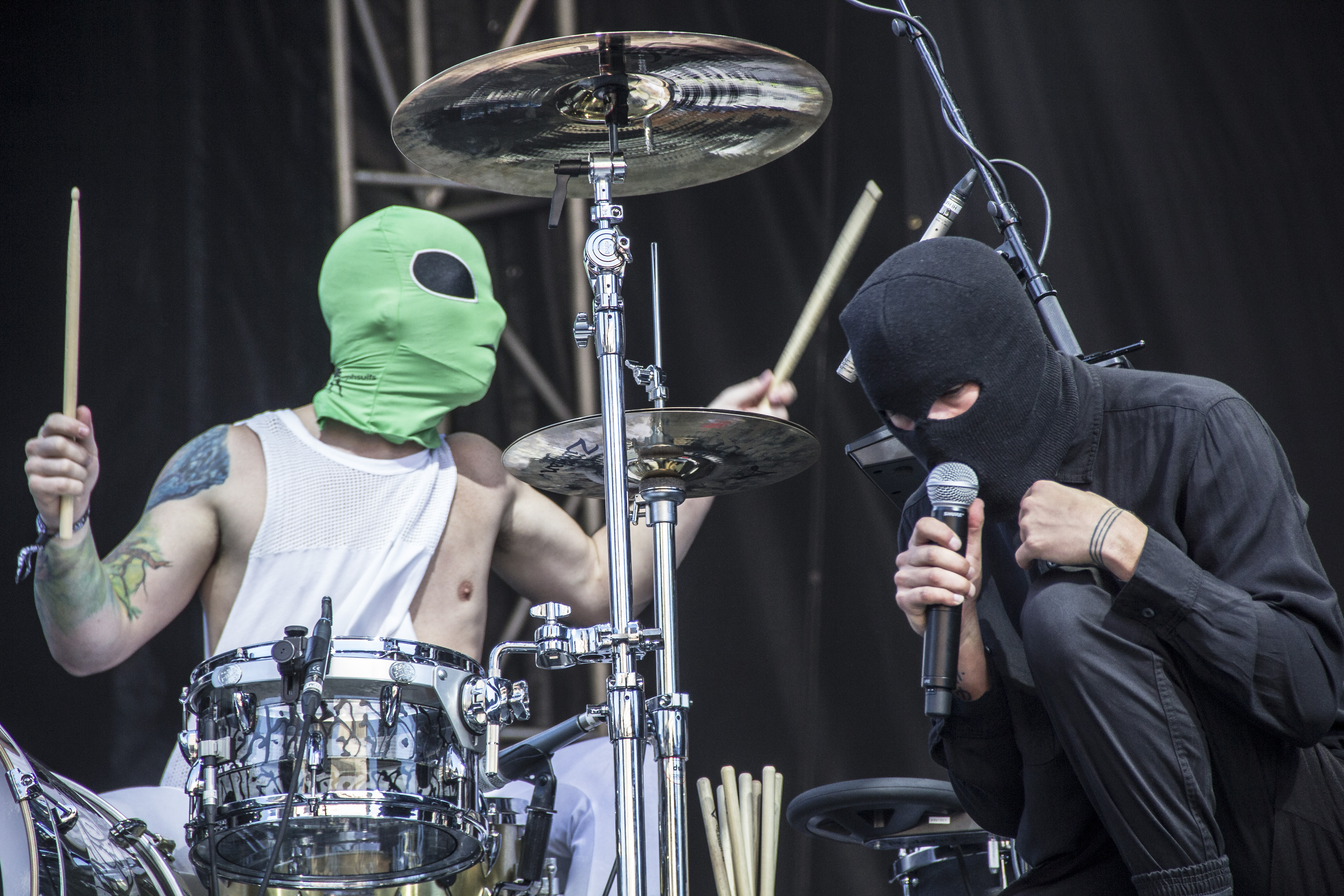
Twenty One Pilots trình diễn trực tiếp năm 2014.

Vào tháng 4 năm 2012, tại một chương trình sốt vé ở Express Live!, nhóm công bố ký hợp đồng với Atlantic Records, hãng đĩa con của Fueled by Ramen. Ngày 17 tháng 6 năm 2012, họ phát hành sản phẩm thu âm đầu tay với Fueled by Ramen dưới hình thức 3 bài EP, lấy tên là Three Songs. Tháng 8 năm 2012, họ tham gia vào một chuyến lưu diễn ngắn với Neon Trees và Walk the Moon. Họ làm việc với Greg Wells, nhà sản xuất của Adele và Katy Perry để thực hiện album dài đầu tiên với hãng đĩa Fueled by Ramen mang tên Vessel. Album được phát hành ngày 8 tháng 1 năm 2013 và đạt vị trí thứ 21 trên Billboard 200, thứ 9 trên Digital Albums chart, thứ 17 trên Internet Albums chart, thứ 15 trên Rock Albums Chart và thứ 10 trên  Alternative Albums Chart. Nhóm đã có đĩa đơn đầu tiên xếp hạng trên bảng xếp hạng radio tại Hoa Kỳ với "Holding On to You", đứng thứ 11 trên bảng xếp hạng Billboard Alternative Songs; ngoài ra các đĩa đơn "Guns for Hands" và "Lovely" cũng lần lượt đứng thứ 21 và 67 trên Japan Hot 100 sau khi "Lovely" được phát hành làm đĩa đơn quảng bá cho chuyến lưu diễn của nhóm đến Nhật Bản.

### 2015–2017:Blurryfacevà Emotional Roadshow World Tour

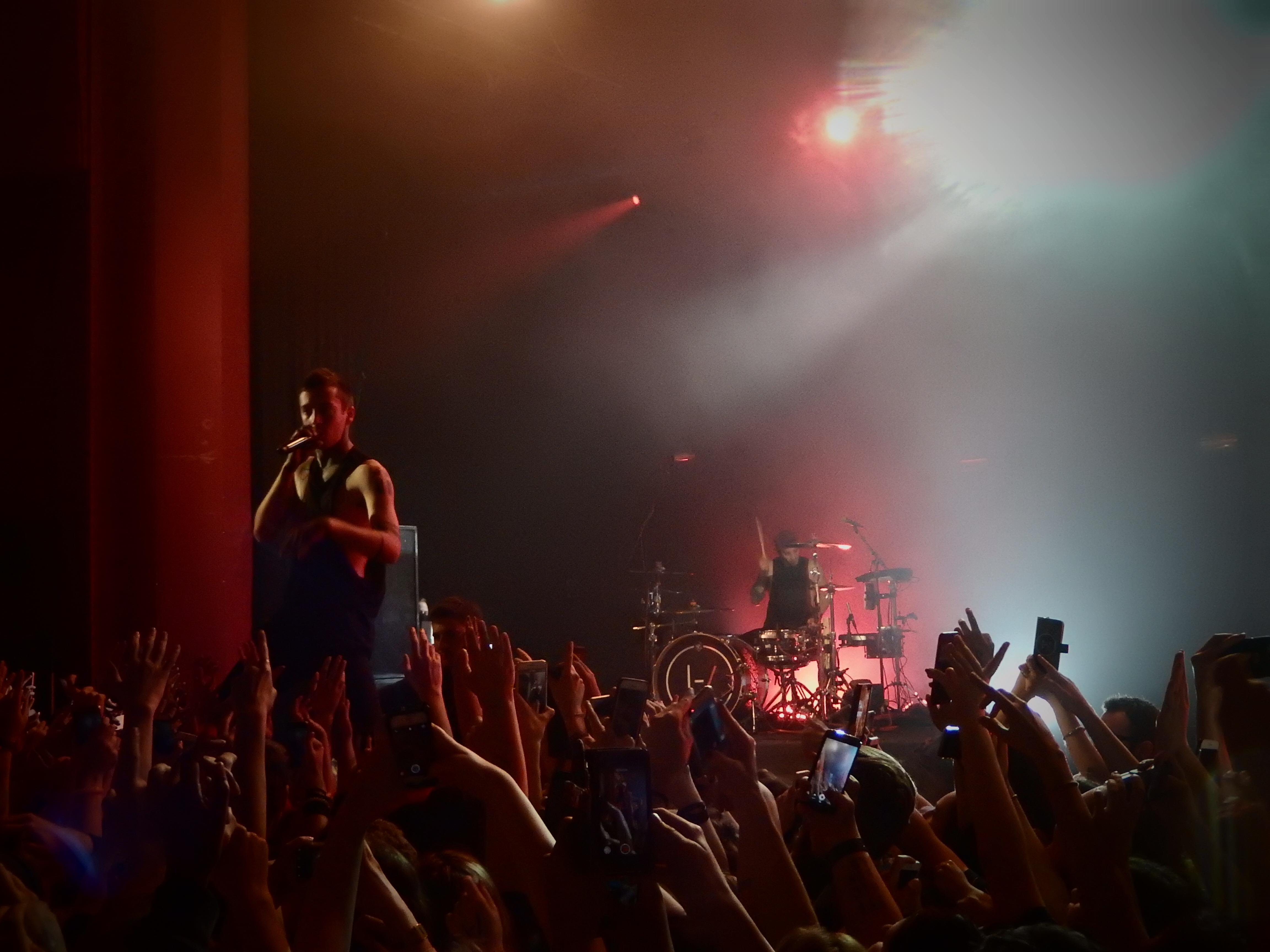
Twenty One Pilots biểu diễn tại Shepherds Bush Empire cuối năm 2015.

Ngày 16 tháng 3 năm 2015, ban nhạc công bố Blurryface sẽ được phát hành vào ngày 19 tháng 5. Nhóm cũng phát hành đĩa đơn đầu tiên gọi là "Fairly Local". Đĩa đơn thứ hai trong album là "Tear in My Heart" kèm theo video âm nhạc được phát hành ngày 5 tháng 4 năm 2015. Ngày 28 tháng 4, đĩa đơn thứ ba mang tên "Stressed Out" kèm theo video âm nhạc được phát hành. "Stressed Out" đạt vị trí thứ 2 trên Billboard Hot 100 và giành ngôi quán quân ở cả bảng xếp hạng Alternative Songs và Hot Rock Songs. Blurryface được phát hành sớm hai ngày vào ngày 17 tháng 5 năm 2015 và tiêu thụ 134,000 bản ngay trong tuần đầu tiên tại Hoa Kỳ, trở thành album quán quân đầu tiên của ban nhạc tại Billboard 200. Ngày 22 tháng 5 năm 2016, Blurryface tiếp tục thắng hạng mục "Top Rock Album" tại giải âm nhạc Billboard, còn ban nhạc cũng đoạt giải "Top Rock Artist".

### 2018–nay:Trench
Vào tháng 4 năm 2018, một tin nhắn khó hiểu đã được phát hiện trên cửa hàng web của ban nhạc, trong đó tiết lộ một trang web. Người hâm mộ bắt đầu sử dụng manh mối và tìm thấy các phần khác của trang web này, gợi ý về sự trở lại của ban nhạc. Có nhiều hình ảnh được tải lên trang web, bao gồm các chữ cái của một nhân vật có tên "Clancy". I Vào tháng 7 năm 2018, Twenty One Pilots đã phá vỡ sự im lặng suốt một năm của họ, trước tiên gửi một email khó hiểu cho người hâm mộ và sau đó đăng video lên tất cả các nền tảng truyền thông xã hội và cập nhật logo và thương hiệu của họ. Tyler Joseph xuất hiện trên phương tiện truyền thông đầu tiên trong hơn một năm cho một cuộc phỏng vấn với Zane Lowe của Beats 1 từ phòng thu tại nhà riêng của anh ta ở Columbus, Ohio, trong đó anh ta nói về sự gián đoạn kéo dài một năm của ban nhạc, tạo ra album mới và chiến đấu chống lại nỗi sợ và bất an của mình.
Vào ngày 11 tháng 7 năm 2018, ban nhạc đã phát hành hai bài hát mới là "Jumpsuit" và "Nico and the Niners", cũng như video âm nhạc cho "Jumpsuit". Họ cũng đưa ra thông báo về album phòng thu thứ năm của họ, Trench, dự kiến phát hành vào ngày 5 tháng 10 năm 2018 và một tour diễn thế giới mới, mang tên "The Bandito Tour", bắt đầu từ ngày 16 tháng 10. Sau đó, vào ngày 26 tháng 7 năm 2018, video âm nhạc cho "Nico and the Niners" đã được phát hành.  Bài hát "Levitate" sau đó đã được phát hành dưới dạng đĩa đơn thứ ba của album thông qua chương trình Beats 1 của Zane Lowe dưới dạng "World Record" trong ngày. Video âm nhạc cũng được phát hành, kết thúc loạt bộ ba.
Ngày 20 tháng 8 năm 2018, tại MTV VMAs, đoạn trích dài mười giây của bài hát "My Blood" đã được phát vào cuối quảng cáo quảng cáo album. Vào ngày 27 tháng 8 năm 2018, ban nhạc đã cung cấp "My Blood" trên các dịch vụ phát trực tuyến dưới dạng đĩa đơn chính thức thứ tư của album. Twenty One Pilots đã phát hành album thứ năm, Trench, vào ngày 5 tháng 10 năm 2018. Cùng ngày, họ đã phát hành video âm nhạc cho đĩa đơn "My Blood" trên kênh YouTube của họ. Trench xuất hiện ở vị trí số một trên bảng xếp hạng Album Rock hàng đầu và Album thay thế. Tất cả 14 bài hát trong album được xếp hạng trong top 25 của bảng xếp hạng Hot Rock, trong đó năm bài hát nằm trong top 10.
Ngày 12 tháng 9 năm 2018, Twenty One Pilots đã phát chương trình trực tiếp đầu tiên của họ trong hơn một năm, mang tên A Complete Diversion, tại Brixton's O2 Academy ở London. Họ đã biểu diễn bốn bài hát được phát hành từ Trench, cũng như một số bài hát trong album trước của họ, để quảng bá album và "The Bandito Tour" sắp tới.. Twenty One Pilots đã trình diễn "Jumpsuit"   tại Lễ trao giải Âm nhạc Mỹ 2018 vào ngày 9 tháng 10, tại Nhà hát Microsoft ở Los Angeles. Vào ngày 1 tháng 11, ban nhạc đã trình diễn các phiên bản rút gọn của "My Blood"   và "Ride", cũng như bản cover "9 Crimes" của Damien Rice, trong Live Lounge của BBC Radio 1. BBC Radio 1 đã đến thăm ban nhạc ở quê nhà của họ và quay phiên tại Hội trường âm nhạc Newport ở Columbus, Ohio, để khởi động Tháng Live Lounge, một loạt các buổi biểu diễn kéo dài một tháng từ các nghệ sĩ khác nhau.
Ngày 16 tháng 10, ban nhạc bắt đầu chuyến lưu diễn Bandito trên toàn thế giới, bắt đầu ở Hoa Kỳ và tiếp tục ở Châu Đại Dương và Châu Âu. Họ cũng đã công bố ngày lưu diễn bổ sung 2019 cho các chương trình tại Canada, Mexico và Hoa Kỳ.  Gab Ginsberg của Billboard đã mô tả The Bandito Tour là một "màn trình diễn phải xem", lưu ý các pha nguy hiểm của ban nhạc trong suốt quá trình bao gồm nhảy, nhảy ngược, lướt đám đông theo chiều dọc, đi cầu treo và mở rộng giàn giáo.
Ngày 22 tháng 1 năm 2019, video âm nhạc cho "Chlorine" đã được tải lên YouTube khi phát hành bài hát dưới dạng đĩa đơn và được đạo diễn bởi Mark C. Eshman của reel Bear Media, có một sinh vật giống người ngoài hành tinh tên là "Ned". Ban nhạc dự kiến sẽ tiêu đề một số lễ hội vào mùa hè năm 2019, bao gồm Reading và Leeds và Lollapalooza.
Ngày 4 tháng 3 năm 2019, ban nhạc tiết lộ với NME rằng họ đã bắt đầu quá trình viết cho album phòng thu thứ sáu của mình, đề cập đến một nhân vật chưa xuất hiện trong bất kỳ tài liệu nào liên quan đến Twenty One Pilots.
Ngày 19 tháng 6 năm 2019, một phiên bản được tưởng tượng lại của "Clo", có tên "Clo (19.4326 ° N, 99.132 ° W)", đã được phát hành. Đây là bài hát đầu tiên được phát hành từ Løcatiøn Sessiøns. Các bài hát khác trong sê-ri sẽ bao gồm "Ride", "Smithereens", "My Blood" và "Cut My Lip". Năm 2019, Đại lộ Toàn quốc ở Columbus, Ohio đã tạm thời được đổi tên thành Đại lộ Twenty One Pilots để kỷ niệm hai chương trình quê hương tại Đấu trường Quốc gia ở Columbus, nơi ban nhạc cũng mở một cửa hàng có tên "Ned's Bayou".
Ngày 16 tháng 7 năm 2019, bài hát "The Hype" đã được gửi đến đài phát thanh thay thế Hoa Kỳ dưới dạng đĩa đơn thứ sáu trong album Trench.
Ngày 7 tháng 9 năm 2019, Joseph và vợ đã có đứa con đầu lòng của họ.

## Thành viên ban nhạc
Hiện tại
- Tyler Joseph - hát chính, đàn piano, ukelele, keytar, guitar, tổng hợp, guitar bass (2009-nay)
- Josh Dun - trống,mix,bàn phím (2011-nay)

Trước đây
- Nick Thomas - guitar bass, bàn phím (2009-2011)
- Chris Salih - trống (2009-2011) (2009-2011)[75]

## Danh sách đĩa nhạc

### Album phòng thu
| Twenty One Pilots                                                        | - Ngày phát hành: 29 tháng 12 năm 2009 - Nhãn đĩa: tự phát hành - Định dạng: CD, tải nhạc số   | —  | —  | —  | —  |
| Regional at Best                                                         | - Ngày phát hành: 8 tháng 7 năm 2011 - Nhãn đĩa: tự phát hành - Định dạng: CD, tải nhạc số     | —  | —  | —  | —  |
| Vessel                                                                   | - Ngày phát hành: 8 tháng 1 năm 2013 - Nhãn đĩa: Fueled by Ramen - Định dạng: CD, tải nhạc số  | 58 | 10 | 15 | 92 |
| Blurryface                                                               | - Ngày phát hành: 19 tháng 5 năm 2015 - Nhãn đĩa: Fueled by Ramen - Định dạng: CD, tải nhạc số | —  | —  | —  | —  |
| Trench                                                                   | - Ngày phát hành: 5 tháng 10 năm 2018 - Nhãn đĩa: Fueled by Ramen - Định dạng: CD, tải nhạc số | —  | —  | —  | —  |
| Scaled and Icy                                                           |                                                                                                |    |    |    |    |
| Clancy                                                                   |                                                                                                |    |    |    |    |
| "—": không được xếp hạng hoặc không được phát hành tại vùng lãnh thổ đó. |                                                                                                |    |    |    |    |

### Đĩa mở rộng
| Three Songs EP                                                           | - Ngày phát hành: 17 tháng 7 năm 2012 - Nhãn đĩa: Fueled by Ramen - Định dạng: CD, tải nhạc số | — |
| "—": không được xếp hạng hoặc không được phát hành tại vùng lãnh thổ đó. |                                                                                                |   |

### Đĩa đơn
| Nhan đề                                                                     | Năm  | Vị trí xếp hạng cao nhất | Vị trí xếp hạng cao nhất | Vị trí xếp hạng cao nhất | Vị trí xếp hạng cao nhất | Vị trí xếp hạng cao nhất | Vị trí xếp hạng cao nhất | Album            |
| Nhan đề                                                                     | Năm  | Mỹ                       | Mỹ Alt.                  | Mỹ Rock                  | Mỹ Rock Airplay          | Bỉ (FL)                  | Nhật Bản                 | Album            |
| --------------------------------------------------------------------------- | ---- | ------------------------ | ------------------------ | ------------------------ | ------------------------ | ------------------------ | ------------------------ | ---------------- |
| "Holding on to You"                                                         | 2012 | —                        | 10                       | 33                       | 32                       | 127                      | —                        | Vessel           |
| "Guns for Hands"                                                            | 2013 | —                        | —                        | —                        | —                        | —                        | 21                       | Vessel           |
| "Lovely"                                                                    | 2013 | —                        | —                        | —                        | —                        | —                        | 67                       | Regional at Best |
| "House of Gold"                                                             | 2013 | —                        | 10                       | 38                       | 18                       | —                        | —                        | Vessel           |
| "Car Radio"                                                                 | 2014 | 115                      | 28                       | 20                       | 42                       | —                        | —                        | Vessel           |
| "—" Bài hát không có mặt trên bảng xếp hạng hoặc không phát hành ở nước đó. |      |                          |                          |                          |                          |                          |                          |                  |

## Lưu diễn

### Chính
- Mostly November Tour[89] (2012)
- Quiet Is Violent World Tour[90] (2014)
- Blurryface Tour (2015–16)
- Emotional Roadshow World Tour (2016–17)

### Hoạt động bên lề
- Save Rock and Roll Tour với Fall Out Boy và Panic! at the Disco (2013)